# Chaumussay
Chaumussay est une commune française du département d'Indre-et-Loire, en région Centre-Val de Loire.

## Géographie

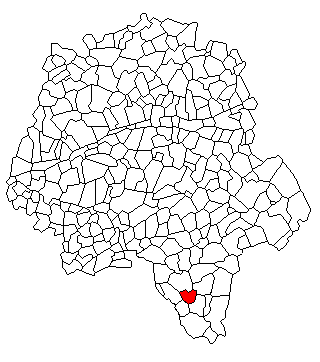
Chaumussay en Indre-et-Loire.

### Situation
Chaumussay est une commune d'Indre-et-Loire, elle appartient au canton de Preuilly-sur-Claise et fait partie de la communauté de communes Loches Sud Touraine. Le village se situe dans la vallée de la Claise.
La commune s'étend sur 19 km2 (136° commune du département pour la superficie, 8 633° au niveau national), soit 1 915 hectares dont 315 hectares de zones forestières.
Selon le classement établi par l’INSEE en 1999, Chaumussay est une commune « périphérie d'un pôle rural ».

#### Communes limitrophes
La commune compte cinq communes limitrophes toutes situées dans le département d'Indre-et-Loire.

#### Villes les plus proches
Par la route, le village se situe à 6 km de Preuilly-sur-Claise, 19 km de Descartes, 27 km de Châtellerault, 36 km de Le Blanc et 41 km de Loches. Le chef-lieu du département, Tours est à 78 km et Poitiers à 65 km.

### Transports et voies de communications

#### Sentiers de Randonnée
La commune est traversée par le GR 48 et par le sentier de grande randonnée de la Touraine du Sud. La municipalité a également balisé trois sentiers de petite randonnée sur le territoire communal, 2 km pour le sentier Balade au village, 9 km pour le sentier La promenade des amoureux de la nature et 7 km pour le sentier Variante.

#### Réseau routier
La commune est desservie par les routes départementales D42 et D366. L'échangeur autoroutier le plus proche est la sortie  26 à Châtellerault Nord de l'A10 située à environ 27 km.

#### Desserte ferroviaire
La gare SNCF (TGV) la plus proche est la gare de Châtellerault.

#### Bus
Le village n'est pas desservi par les réseaux de transport en commun.

### Hydrographie

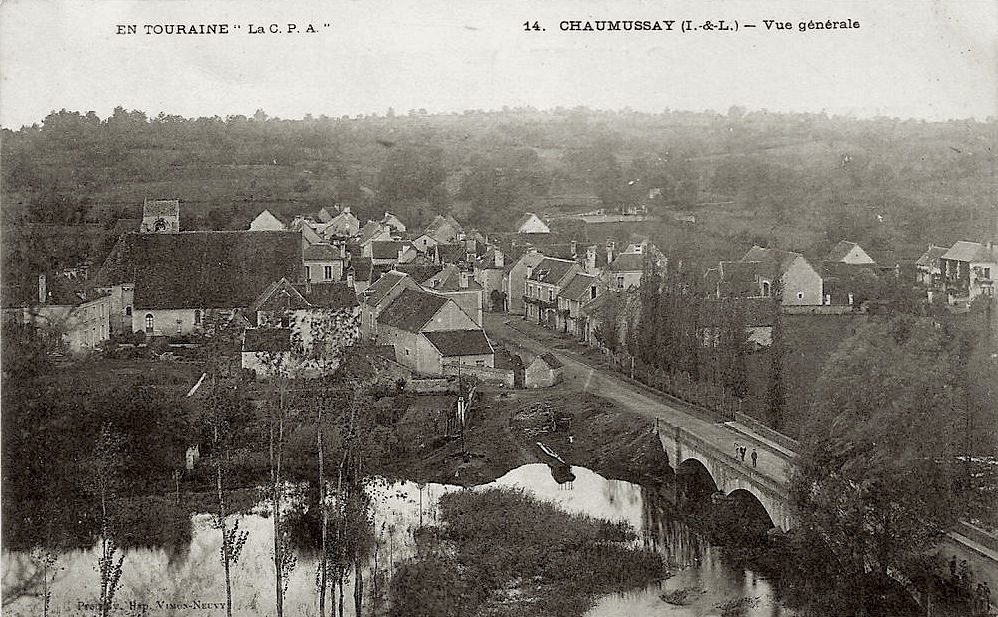
Vue générale de Chaumussay, pont sur la Claise

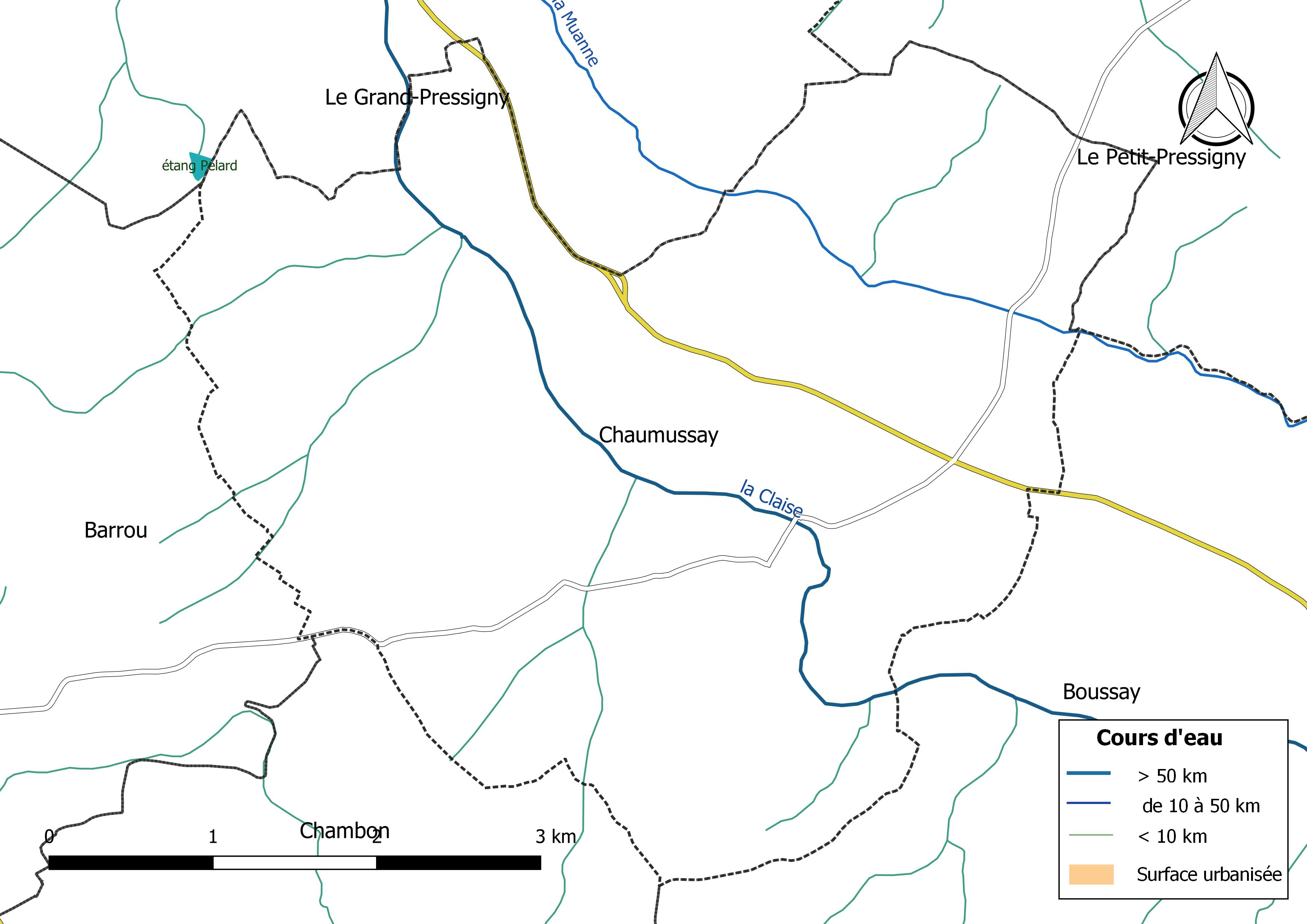
Réseau hydrographique de Chaumussay.

La commune est traversée par la Claise (5,536 km). Le réseau hydrographique communal, d'une longueur totale de 18,54 km, comprend un autre cours d'eau notable, la Muanne (2,481 km), et neuf petits cours d'eau pour certains temporaires,.
La Claise, d'une longueur totale de 87,6 km, prend sa source à 146 mètres d'altitude sur le territoire de la commune de Saint-Maur, dans l'Indre, et se jette dans la Creuse à Abilly, à 42 m d'altitude, après avoir traversé 16 communes. La station hydrométrique du Grand-Pressigny permet de caractériser les paramètres hydrométriques de la Claise. Le débit mensuel moyen (calculé sur 45 ans pour cette station) varie de 0,8 m3/s au mois d'août  à 8,1 m3/s au mois de février. Le débit instantané maximal observé sur cette station est de 115 m3/s le 31 mai 2016, la hauteur maximale relevée a été de 2,62 m le 2 juin 2016,.
Sur le plan piscicole, la Claise est classée en première catégorie piscicole. Le groupe biologique dominant est constitué essentiellement de salmonidés (truite, omble chevalier, ombre commun, huchon).
La Muanne, d'une longueur totale de 14,6 km, prend sa source dans la commune de Charnizay et se jette dans la Claise au Grand-Pressigny, après avoir traversé 6 communes.
Sur le plan piscicole, la Muanne est également classée en deuxième catégorie piscicole.
Une zone humide a été répertoriée sur la commune par la direction départementale des territoires (DDT) et le conseil départemental d'Indre-et-Loire : « la vallée de la Muanne à la Muanne »,.

### Climat
Pour des articles plus généraux, voir Climat du Centre-Val de Loire et Climat d'Indre-et-Loire.
En 2010, le climat de la commune est de type climat océanique dégradé des plaines du Centre et du Nord, selon une étude du CNRS s'appuyant sur une série de données couvrant la période 1971-2000. En 2020, Météo-France publie une typologie des climats de la France métropolitaine dans laquelle la commune est exposée à un climat océanique altéré et est dans une zone de transition entre les régions climatiques « Centre et contreforts nord du Massif Central » et « Poitou-Charentes ».
Pour la période 1971-2000, la température annuelle moyenne est de 11,3 °C, avec une amplitude thermique annuelle de 15,1 °C. Le cumul annuel moyen de précipitations est de 710 mm, avec 11,3 jours de précipitations en janvier et 6,7 jours en juillet. Pour la période 1991-2020, la température moyenne annuelle observée sur la station météorologique de Météo-France la plus proche, sur la commune de Lésigny à 8 km à vol d'oiseau, est de 12,1 °C et le cumul annuel moyen de précipitations est de 743,3 mm,. Pour l'avenir, les paramètres climatiques de la commune estimés pour 2050 selon différents scénarios d'émission de gaz à effet de serre sont consultables sur un site dédié publié par Météo-France en novembre 2022.

### Zones protégées, faune, flore
Une partie du territoire communal est classée en ZNIEFF (Zone naturelle d'intérêt écologique, faunistique et floristique). Il y a une zone de type II à Chaumussay celle du Bois des Cours.
Les 315 hectares de bois de la commune sont répartis principalement sur le massif forestiers du Bois des Cours situé à l'ouest de la commune.
La commune a été récompensée par deux fleurs au concours des villes et villages fleuris.

## Urbanisme

### Typologie
Au 1er janvier 2024, Chaumussay est catégorisée commune rurale à habitat très dispersé, selon la nouvelle grille communale de densité à sept niveaux définie par l'Insee en 2022.
Elle est située hors unité urbaine et hors attraction des villes,.

### Occupation des sols
L'occupation des sols de la commune, telle qu'elle ressort de la base de données européenne d’occupation biophysique des sols Corine Land Cover (CLC), est marquée par l'importance des territoires agricoles (85,6 % en 2018), une proportion identique à celle de 1990 (85,6 %). La répartition détaillée en 2018 est la suivante : 
terres arables (55,9 %), zones agricoles hétérogènes (23,4 %), forêts (14,4 %), prairies (6 %), cultures permanentes (0,2 %). L'évolution de l’occupation des sols de la commune et de ses infrastructures peut être observée sur les différentes représentations cartographiques du territoire : la carte de Cassini (XVIIIe siècle), la carte d'état-major (1820-1866) et les cartes ou photos aériennes de l'IGN pour la période actuelle (1950 à aujourd'hui).

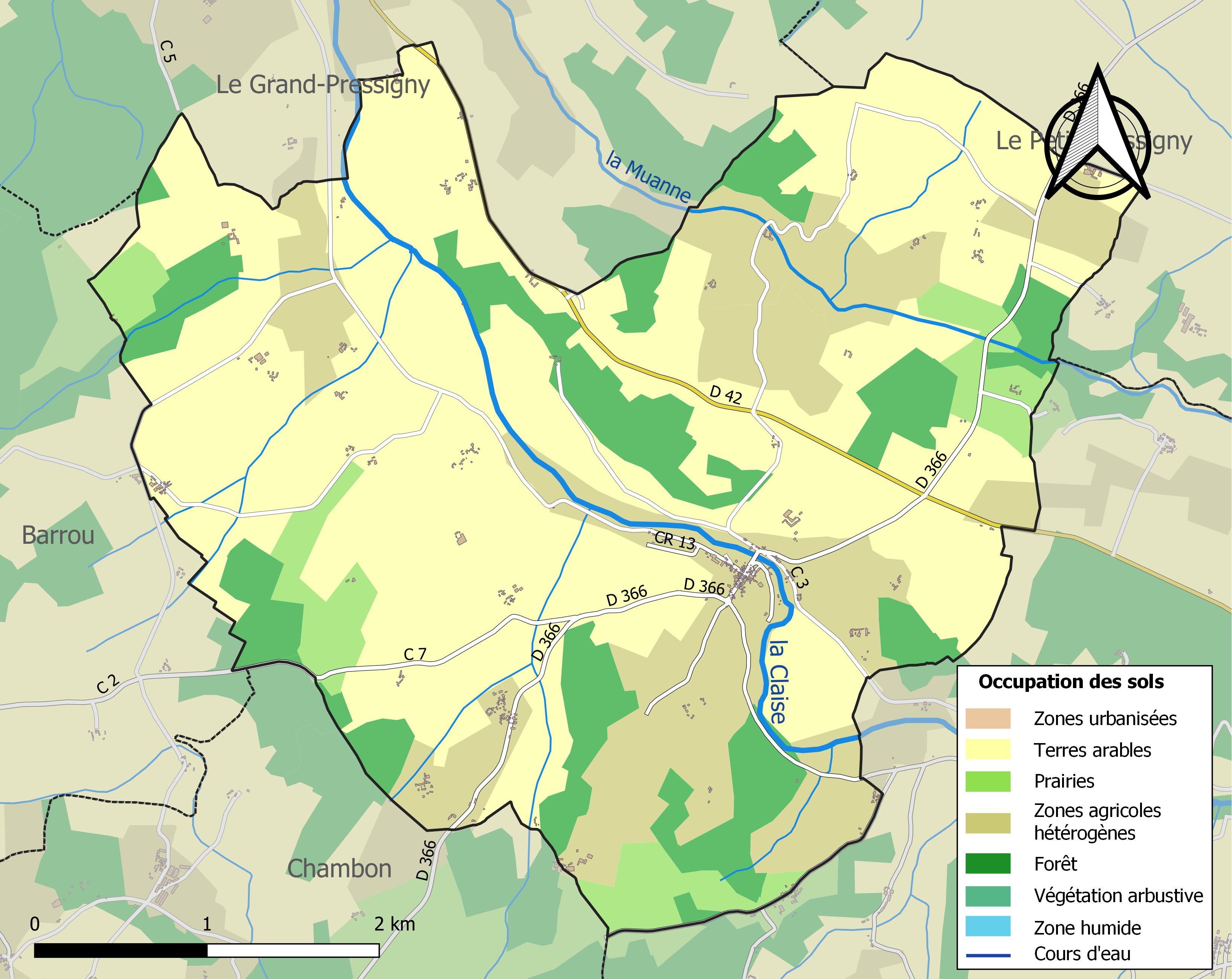
Carte des infrastructures et de l'occupation des sols de la commune en 2018 (CLC).

### Risques majeurs
Le territoire de la commune de Chaumussay est vulnérable à différents aléas naturels : météorologiques (tempête, orage, neige, grand froid, canicule ou sécheresse), feux de forêts et séisme (sismicité faible). Un site publié par le BRGM permet d'évaluer simplement et rapidement les risques d'un bien localisé soit par son adresse soit par le numéro de sa parcelle.
Pour anticiper une remontée des risques de feux de forêt et de végétation vers le nord de la France en lien avec le dérèglement climatique, les services de l’État en région Centre-Val de Loire (DREAL, DRAAF, DDT) avec les SDIS ont réalisé en 2021 un atlas régional du risque de feux de forêt, permettant d’améliorer la connaissance sur les massifs les plus exposés. La commune, étant pour partie dans les massifs de Barrou et de Boussay, est classée au niveau de risque 2, sur une échelle qui en comporte quatre (1 étant le niveau maximal).

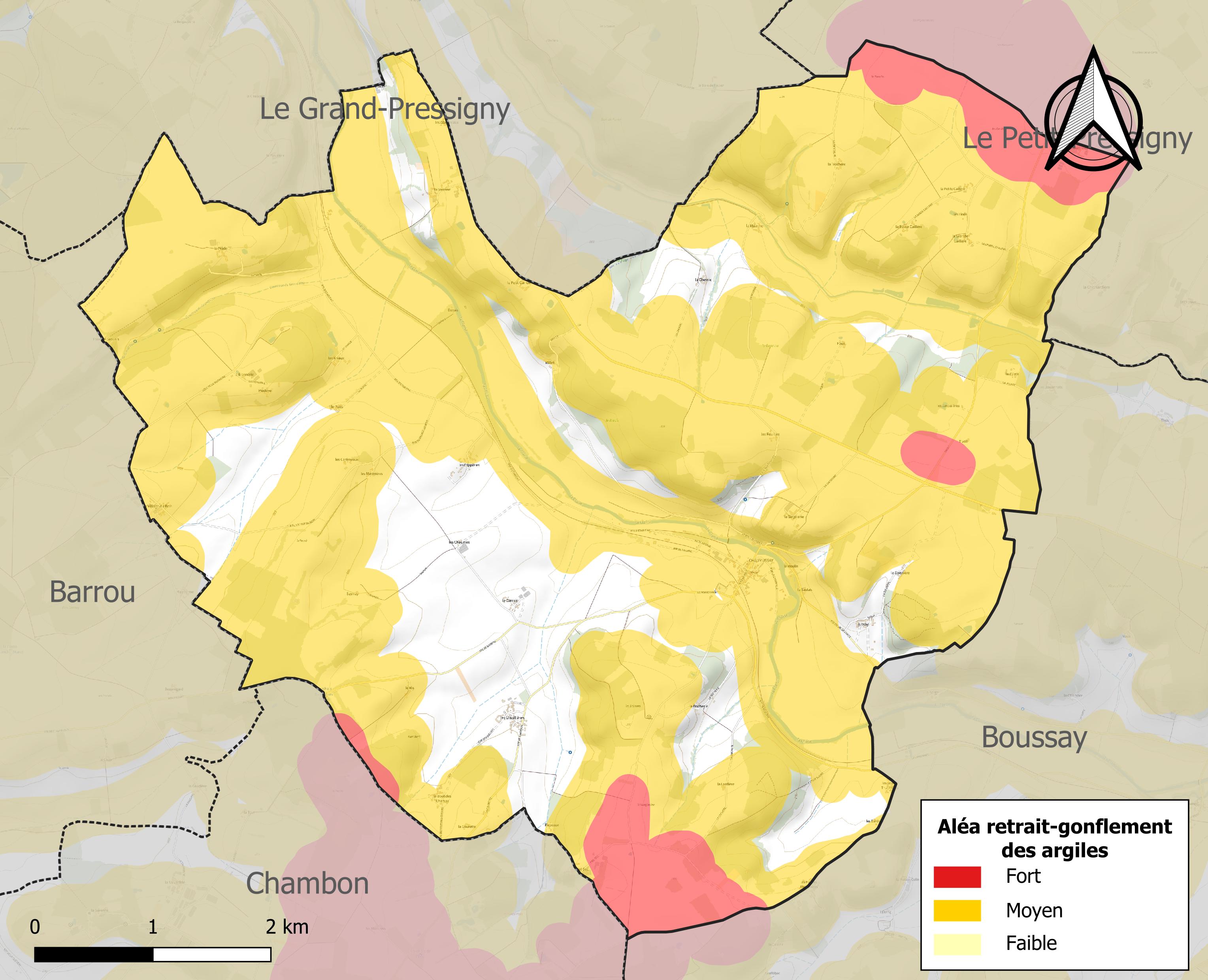
Carte des zones d'aléa retrait-gonflement des sols argileux de Chaumussay.

Le retrait-gonflement des sols argileux est susceptible d'engendrer des dommages importants aux bâtiments en cas d’alternance de périodes de sécheresse et de pluie. 80,8 % de la superficie communale est en aléa moyen ou fort (90,2 % au niveau départemental et 48,5 % au niveau national). Sur les 202 bâtiments dénombrés sur la commune en 2019, 161 sont en aléa moyen ou fort, soit 80 %, à comparer aux 91 % au niveau départemental et 54 % au niveau national. Une cartographie de l'exposition du territoire national au retrait gonflement des sols argileux est disponible sur le site du BRGM,.
Concernant les mouvements de terrains, la commune a été reconnue en état de catastrophe naturelle au titre des dommages causés par la sécheresse en 1989 et par des mouvements de terrain en 1999.

## Histoire
Petite commune rurale du Sud-Touraine, Chaumussay a laissé peu de traces écrites anciennes. Des éléments préhistoriques et des vestiges de l'époque gallo-romaine prouvent cependant l'occupation humaine fort ancienne du lieu. La localité a porté le nom de Chaumucayum (XIIIe siècle, cartulaire de l'archevêché de Tours, à l'époque des seigneurs Gastineau). Différents fiefs présents sur son territoire (Beaumonde, la Caillère, la Chévrie, Meanne, Milliers, le Petit-Carroy, les Bivaux, la Sainjoirie et la Vilatte) relevaient de la baronnie de Preuilly. Péan de Gastineau, chanoine de Saint-Martin de Tours, auteur d'une vie de saint Martin était le frère de Jehan de Gastineau. Ce dernier figure dans des chartes de 1225 et de 1240, relatives à l'abbaye de la Merci-Dieu, avec les titres de seigneur de Chaumussay et de chevalier.
La seigneurie de Chaumussay a été la possession de Jean Le Meingre, dit Boucicaut, maréchal de France au XIVe siècle, et de son fils, également maréchal de France. On trouve alors trace de Parochia de Chaumuceyo (1360, charte du roi Jean). Le village a été le siège d'un prieuré (Saint-Valentin) dépendant de l'abbaye de Fontgombault. Le fief de la Caillère a été longtemps possédé par la famille de Périon, à laquelle appartenait le célèbre prieur de Cormery, Joachim Périon (né peut-être en ce lieu en 1498).
En 1746, le fief de Chaumussay est compris parmi les terres érigées en marquisat de "Verneuil-en-Touraine" en faveur de Jacques-Eusèbe Chaspoux de Verneuil, conseiller du roi, ci-devant introducteur des ambassadeurs, seigneur de Verneuil, Saint- Flovier, le Roulet, Sainte-Julitte…
Au milieu du XIXe siècle, le village de Chaumussay est décrit de manière peu flatteuse : son église n'a rien de remarquable ; les maisons du bourg sont mal bâties ; sa principale rue est très irrégulière.
À la suite de la construction d'un pont en pierre sur la Claise (1869) remplaçant un pont en bois, le bourg a été réaménagé et la rue principale alignée dans l'axe du pont (1875). La modernité débarque dans les années 1880 avec l'arrivée du train, permettant de rejoindre Tours dans un délai et un confort jusqu'alors inégalés.
La commune est ensuite victime de l'exode rural, la population a ainsi diminué de moitié en un siècle.

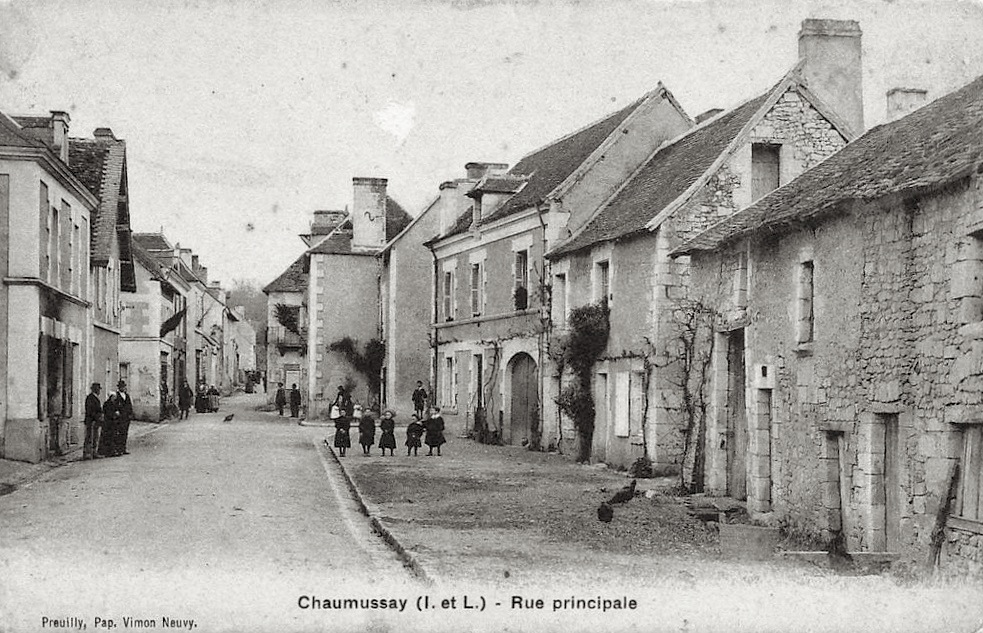
Village de Chaumussay
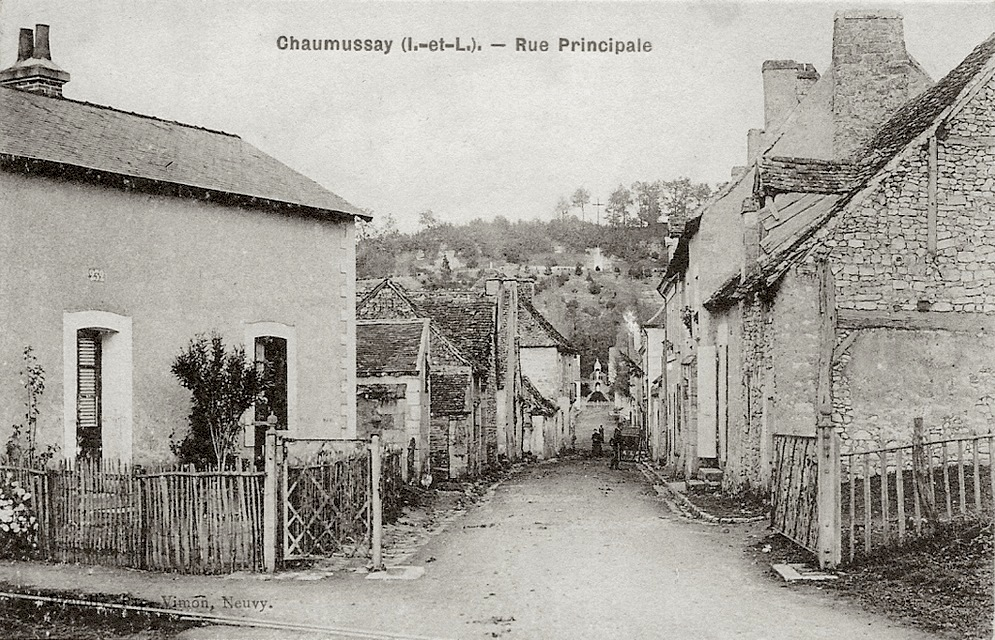
Rue principale (vue du passage à niveau)

## Politique et administration
| Période                                  | Période  | Identité              | Étiquette | Qualité   |
| ---------------------------------------- | -------- | --------------------- | --------- | --------- |
| mars 2001                                | En cours | Marie-Thérèse Bruneau | DVD       | Retraitée |
| Les données manquantes sont à compléter. |          |                       |           |           |

### Intercommunalité
Chaumussay faisait partie, jusqu'au 31 décembre 2016, de la communauté de communes de la Touraine du Sud qui regroupe 21 communes situées dans la pointe sud de la Touraine entre le Poitou et le Berry. Créée le 14 décembre 2000, elle comprenait 15 624 habitants en 2007 pour une superficie de 639,39 km2, soit une densité de 24 habitants au km2. Depuis le 1er janvier 2017 la commune est rattachée à la nouvelle communauté de communes Loches Sud Touraine.

### Finances locales

#### Fiscalité
| Taxe                                                | Taux appliqué (part communale) | Recettes dégagées en 2009 et en € |
| --------------------------------------------------- | ------------------------------ | --------------------------------- |
| Taxe d'habitation (TH)                              | 12,10 %                        | 29 000                            |
| Taxe foncière sur les propriétés bâties (TFPB)      | 19,68 %                        | 29 000                            |
| Taxe foncière sur les propriétés non bâties (TFPNB) | 36,67 %                        | 21 000                            |
| Taxe professionnelle (TP)                           | 0,00 %                         | 0                                 |

Le taux de la taxe professionnelle est de 0 car elle est totalement transférée à l'intercommunalité. Son taux est actuellement de 13,02 %. Cette fiscalité est supérieure à la moyenne départementale pour les communes de population équivalente (communes de 250 à 500 habitants) à l'exception de la taxe foncière sur les propriétés non bâties. Ces taux sont en moyenne de 9,67 %, 14,30 % et 40,46 %.

#### Budget de la commune
En 2010, le budget de la commune s'élevait à 266 000 € et son endettement à 214 000 €.
| Évolution de l'endettement (en milliers d’€) : | Évolution des dépenses d’équipement (en milliers d’€) : |

### Politique environnementale
Dans son palmarès 2016, le Conseil National des Villes et Villages Fleuris de France a attribué deux fleurs à la commune au Concours des villes et villages fleuris.

## Population et société

### Démographie

#### Évolution démographique
L'évolution du nombre d'habitants est connue à travers les recensements de la population effectués dans la commune depuis 1793. Pour les communes de moins de 10 000 habitants, une enquête de recensement portant sur toute la population est réalisée tous les cinq ans, les populations de référence des années intermédiaires étant quant à elles estimées par interpolation ou extrapolation. Pour la commune, le premier recensement exhaustif entrant dans le cadre du nouveau dispositif a été réalisé en 2006.

En 2022, la commune comptait 204 habitants, en évolution de −9,73 % par rapport à 2016 (Indre-et-Loire : +1,67 %, France hors Mayotte : +2,11 %).
| 1793 | 1800 | 1806 | 1821 | 1831 | 1836 | 1841 | 1846 | 1851 |
| ---- | ---- | ---- | ---- | ---- | ---- | ---- | ---- | ---- |
| 714  | 668  | 662  | 662  | 763  | 762  | 747  | 787  | 798  |

| 1856 | 1861 | 1866 | 1872 | 1876 | 1881 | 1886 | 1891 | 1896 |
| ---- | ---- | ---- | ---- | ---- | ---- | ---- | ---- | ---- |
| 824  | 782  | 749  | 690  | 696  | 743  | 640  | 610  | 612  |

| 1901 | 1906 | 1911 | 1921 | 1926 | 1931 | 1936 | 1946 | 1954 |
| ---- | ---- | ---- | ---- | ---- | ---- | ---- | ---- | ---- |
| 622  | 619  | 577  | 501  | 503  | 503  | 478  | 506  | 506  |

| 1962 | 1968 | 1975 | 1982 | 1990 | 1999 | 2006 | 2011 | 2016 |
| ---- | ---- | ---- | ---- | ---- | ---- | ---- | ---- | ---- |
| 509  | 504  | 345  | 300  | 287  | 262  | 257  | 246  | 226  |

| 2021 | 2022 | - | - | - | - | - | - | - |
| ---- | ---- | - | - | - | - | - | - | - |
| 211  | 204  | - | - | - | - | - | - | - |

#### Pyramide des âges
La population de la commune est relativement âgée.
En 2018, le taux de personnes d'un âge inférieur à 30 ans s'élève à 23,0 %, soit en dessous de la moyenne départementale (34,9 %). À l'inverse, le taux de personnes d'âge supérieur à 60 ans est de 43,0 % la même année, alors qu'il est de 27,8 % au niveau départemental.
En 2018, la commune comptait 113 hommes pour 113 femmes, soit un taux de 50 % de femmes, légèrement inférieur au taux départemental (51,91 %).
Les pyramides des âges de la commune et du département s'établissent comme suit.
| Hommes | Classe d’âge | Femmes |
| ------ | ------------ | ------ |
| 0,0    | 90 ou +      | 1,8    |
| 9,7    | 75-89 ans    | 10,6   |
| 33,6   | 60-74 ans    | 30,1   |
| 19,5   | 45-59 ans    | 16,8   |
| 11,5   | 30-44 ans    | 20,4   |
| 10,6   | 15-29 ans    | 9,7    |
| 15,0   | 0-14 ans     | 10,6   |

| Hommes | Classe d’âge | Femmes |
| ------ | ------------ | ------ |
| 0,9    | 90 ou +      | 2,2    |
| 7,9    | 75-89 ans    | 10,2   |
| 17,3   | 60-74 ans    | 18,1   |
| 19,8   | 45-59 ans    | 19,1   |
| 17,9   | 30-44 ans    | 17,2   |
| 18,5   | 15-29 ans    | 17,5   |
| 17,6   | 0-14 ans     | 15,6   |

### Enseignement
La commune possède une école dans le cadre d'un regroupement pédagogique concernant les communes de Chambon, de Boussay et de Chaumussay, répartis en deux classes et qui accueille environ 40 élèves.
La commune relève de l'académie d'Orléans-Tours.
La commune est sectorisée sur le collège Gaston-Defferre de Preuilly-sur-Claise situé à 6 km au sud-est.

### Sports
Actuellement, le village ne dispose pas d'équipements sportifs.

### Cultes
Chaumussay dispose d'un seul lieu de culte (culte catholique) : l'église Saint-Médard. Elle fait partie de la paroisse du Pays de Preuilly qui relève du doyenné de Loches et du diocèse de Tours.

### Médias
La commune reçoit la chaîne de télévision locale France 3 Paris Île-de-France Centre. Le quotidien La Nouvelle République relate les informations locales dans son édition Indre-et-Loire (Touraine Est) ainsi que l'hebdomadaire La Renaissance Lochoise.

## Culture locale et patrimoine

### Lieux et monuments

#### Vestiges préhistoriques et antiques
- Menhir de La Prade (ou de La Touche), situé prÈs de la ferme des Rivaux (1,50 m de haut, avec une base de 1,60 m)
- Outils en silex taillé, de l'époque du Magdalénien découverts à Bénagu[49].
- Atelier de taille de silex découvert à La Villate (par le Dr Léveillé en 1863).
- Monnaies gallo-romaines, trouvées au Champ de César, près du bourg, vers 1850-60.
- Sarcophages, probablement gallo-romains, découverts à la Caillère en 1882[50].

#### Architecture civile

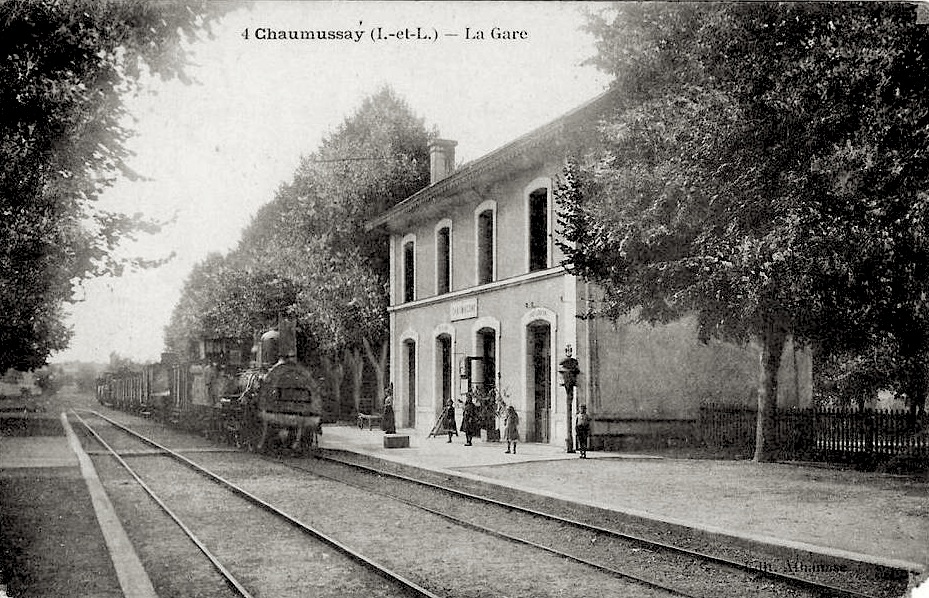
Gare de Chaumussay vers 1900

- Maison forte XVe siècle, attenante à l'église, ancien presbytère.
- Grange près de l'église (peut-être une ancienne grande dîmière)
- Manoir de La Villatte XVIe siècle, avec une tour ronde en façade.
- Manoir de La Chévrie XVe siècle et XVIe siècle, comportant une tour carrée en façade du logis.
- Logis des Reuilles : maison XVe siècle qui possède 42 trous de boulins muraux (nids de pigeons), répartis sur ses façades.
- Ferme fortifiée de La Sinjoirie, du XVe siècle et XVIIe siècle, encadrée par deux tours rondes, dont l'une transformée en fuie à pigeons.
- Ancienne école communale XIXe et XXe siècle.
- Ancienne gare ferroviaire XIXe siècle

#### Architecture sacrée

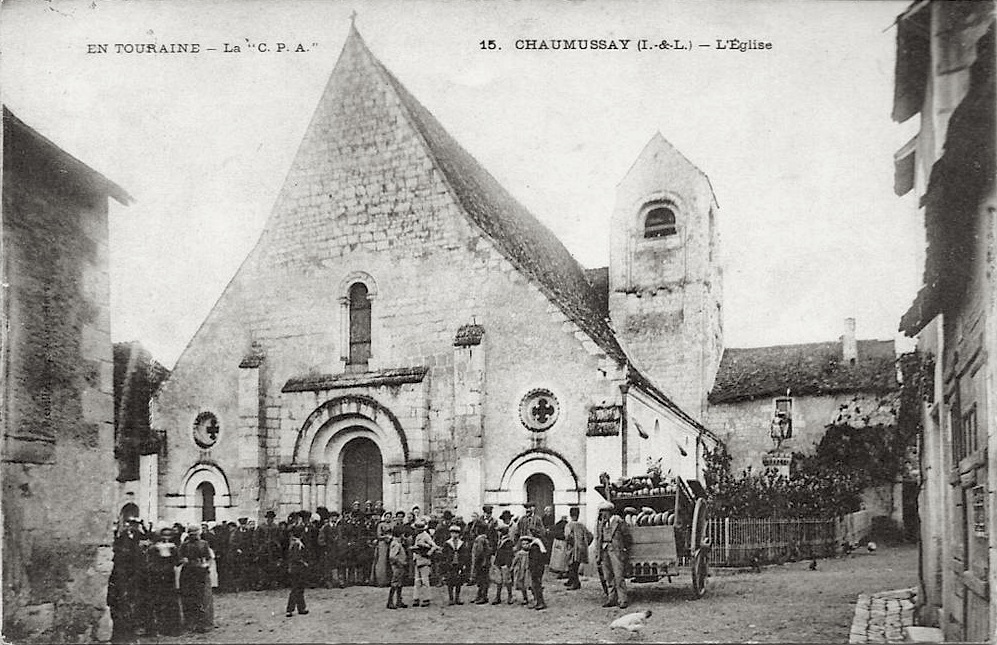
L'église Saint-Médard

- Église Saint-Médard XIIe siècle, XIVe siècle et XIXe siècle (Inscrit Monument Historique depuis 1952)[51].

L'église du XIIe siècle a subi de nombreux remaniements. Il subsiste de l'époque romane le clocher en bâtière, l'abside semi-circulaire voûtée en cul-de-four, le portail central, en plein cintre, de la façade. Le chœur a été voûté sur croisées d'ogives au XIVe siècle. La nef centrale, moderne, est couverte d'une fausse voûte en plâtre. Deux nefs latérales ont été ajoutées aux XVIIIe et XIXe siècles pour agrandir l'édifice.
L'église possède une belle chaire en bois sculpté (XIXe), deux tableaux représentant la Sainte Famille (XVIIe) et l'Annonciation (XVIIIe). Plusieurs vitraux du XIXe siècle sont signés par le maître-verrier Ernest Stelzl (Nancy) et par l'atelier tourangeau Lobin.
- Vestiges de l'ancien prieuré Saint-Valentin XVe siècle et XVIIe siècle, entre l'église et la mairie, qui dépendait de l'abbaye de Fontgombault[52].
- Statue de Jeanne d'Arc (1895) près de l'église Saint-Médard
- Calvaire (fin XIXe) et fontaine Saint-Marc

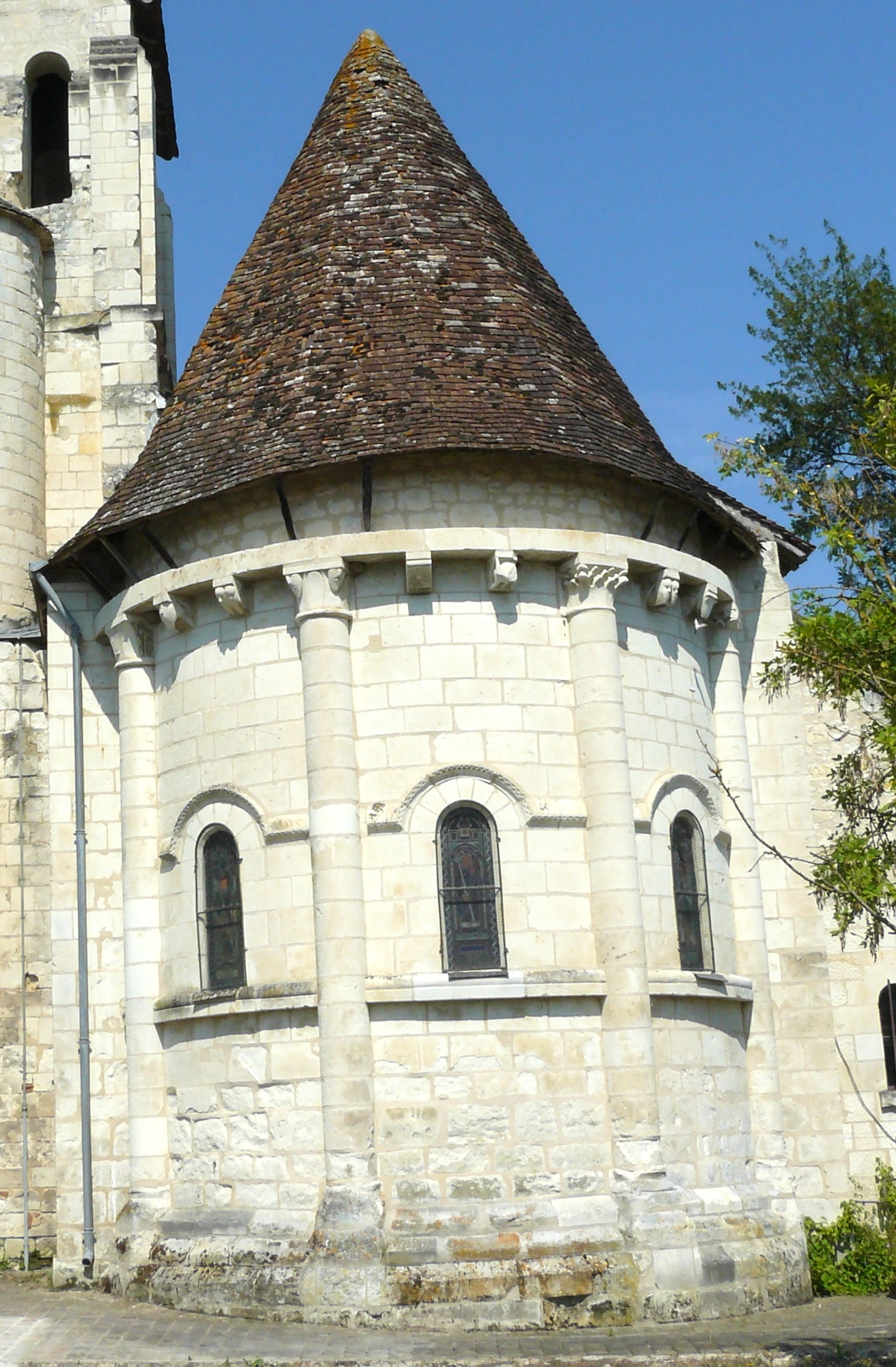
Abside de l'église de Chaumussay
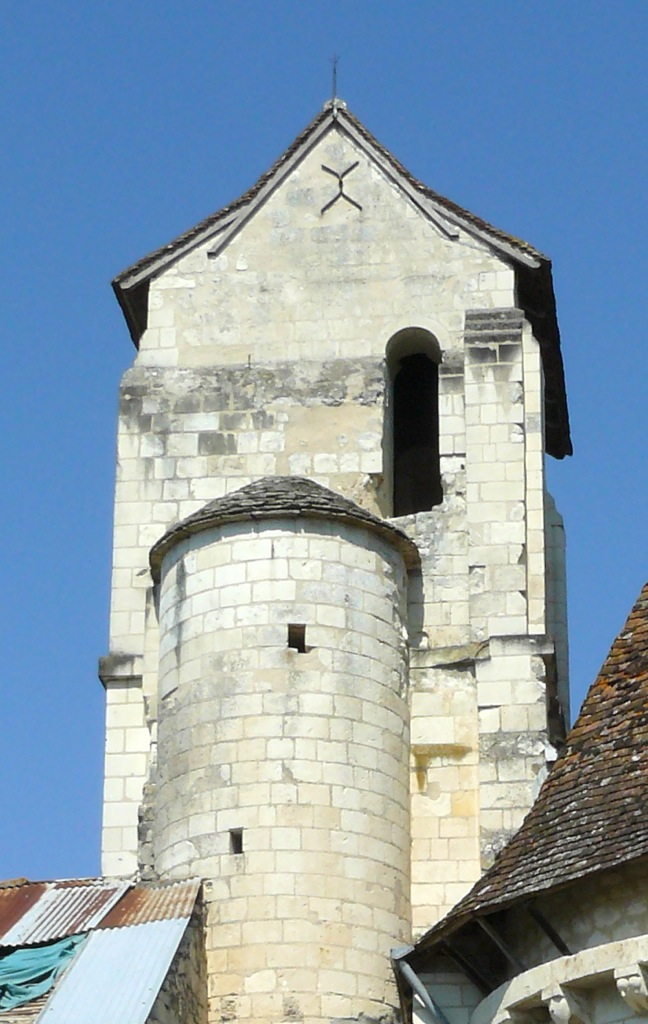
Clocher de l'église Saint-Médard (vu de l'est)
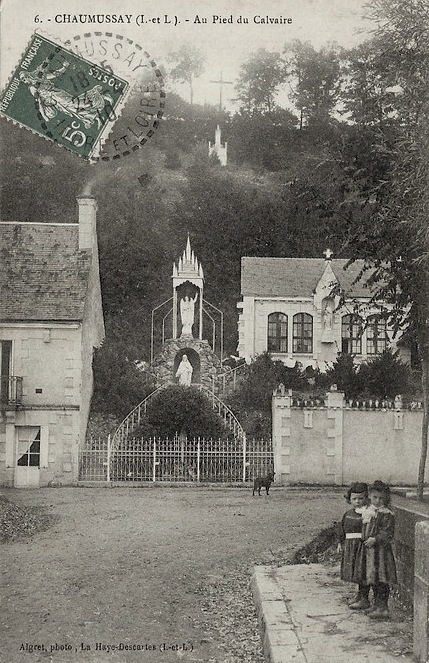
Calvaire de Chaumussay
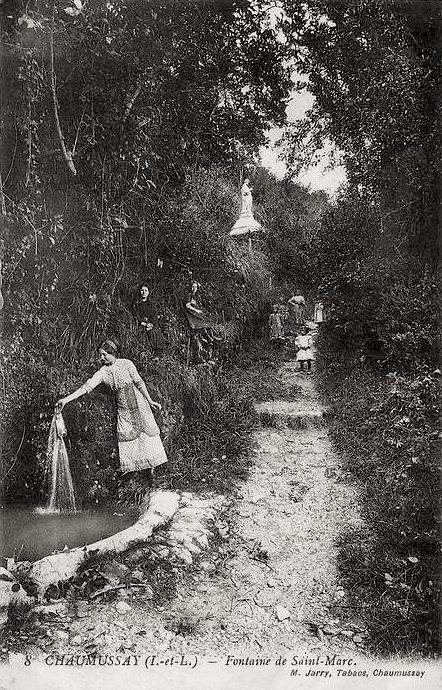
Calvaire et fontaine Saint-Marc
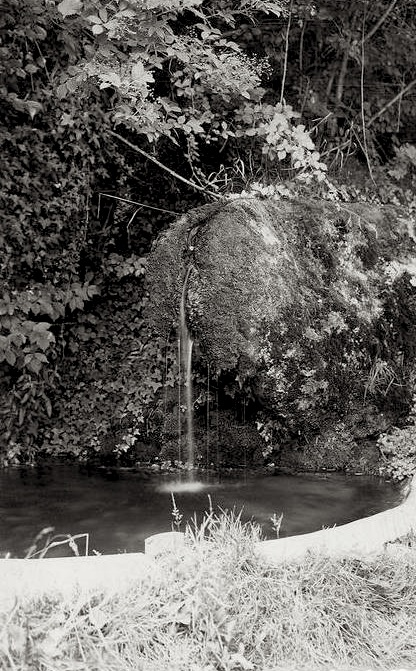
Source de la fontaine Saint-Marc

### Personnalités liées à la commune
- Jean Gatineau, seigneur de Chaumussay, chevalier (vers 1225)[53].
- Jean Ier Le Meingre, dit Boucicaut (né vers 1310 – mort en 1367), Maréchal de France, lieutenant-général de Touraine. Il a épousé la fille du seigneur de Chaumussay, Godemard de Lignères, prénommée Florie, vers 1360.
- Jean II Le Meingre, dit Boucicaut (né en 1364, mort en 1421), fils du précédent, lui succéda en qualité de seigneur de Chaumussay. Il est élevé à la dignité de Grand Chambellan en 1390 et à celle de Maréchal de France en 1391. Prisonnier en Tunisie lors d'une croisade, pour rembourser sa rançon, il fut contraint de vendre sa seigneurie de Chaumussay en 1390.
- Claire Renaudot (1664-1720), petite-fille de Théophraste Renaudot, médecin de Louis XIII et créateur de la Gazette de France, fut propriétaire de la seigneurie de Chaumussay.
- L'abbé Brung (1840-1900), préhistorien, curé de Chaumussay à partir de 1868. Ses collections de silex taillés et un polissoir, récoltés dans le Sud-Touraine, sont visibles à l'hôtel Goüin de Tours (Société Archéologique de Touraine). Il œuvra à l'embellissement de son église et créa le calvaire le long du coteau qui domine la Claise et le village. Un pèlerinage y avait lieu tous les ans.
- Stéphane Béchy, né en 1963, musicien, claveciniste et organiste, concertiste international, a passé son enfance au Petit Carroir

### Héraldique
|  | Les armoiries de Chaumussay se blasonnent ainsi : Coupé: au 1er parti, au I d'azur à l'épi de blé d'or, au II mi-parti d'azur à l'église du lieu d'argent, au 2e d'azur au pont isolé de deux arches et deux demies d'argent; le tout enfermé dans une bordure componée d'argent et de gueules. |